# Dombi Erzsébet
Dombi Erzsébet, P. Dombi (Kolozsvár, 1942. március 16. –) magyar nyelvész, magyar irodalomtudós, tankönyvíró. Péntek János első felesége.

## Életútja
Középiskoláit a kolozsvári 3. sz. Középiskolában (jelenleg Apáczai Csere János Elméleti Líceum) végezte 1959-ben, 1964-ben a Babeș–Bolyai Tudományegyetemen magyar nyelv és irodalom szakos diplomát szerzett. Előbb Magyarszováton tanított, 1968-tól lektor a kolozsvári egyetem pedagógiai-módszertani tanszékén.
A NyIrK, Revue Roumaine de Linguistique és a budapesti Magyar Nyelvőr közölte főleg a szinesztézia tárgyköréből stilisztikai szaktanulmányait; a Poetics nemzetközi irodalomelméleti folyóiratban angol nyelven értekezett többszörös érzékelésekről a lírában.
Irodalmi olvasókönyveket szerkesztett a magyar általános iskolák számára, az Irodalmi kistükör (2. kiadás 1975) című házi olvasmány-gyűjtemény összeállítója. A Szabó Zoltán szerkesztésében megjelent Tanulmányok a magyar impresszionista stílus köréből (1976) című kötetben a századforduló prózájában előforduló színhatásokkal foglalkozott. 1976-tól az Erdélyi magyar szótörténeti tár szerkesztő-munkatársa.
Az 1990-es években a Közoktatás című hetilap munkatársa.

## Munkái
- Öt érzék ezer muzsikája : a szinesztézia a Nyugat lírájában. Bukarest : Kriterion, 1974. 239 p.
- A magyar nyelv iskolai tanulmányozásának módszertana. (Nagy Gézával, egyetemi jegyzet, Kolozsvár, 1979)